# Tokudaia muenninki
Tokudaia muenninki — вид гризунів родини мишевих (Muridae). Ендемік острова Окінава, Японія, його природним середовищем існування є субтропічний вологий широколистяний ліс. Каріотип має 2n = 44. Його статеві хромосоми аномально великі, тоді як інші два види в Tokudaia втратили Y-хромосому. Він зустрічається лише в північній частині (район Янбару) острова, вище 300 м, і вважається, що мешкає на площі менше 3 км2.
У них коротке товсте тіло і щільне хутро, що складається з тонких волосків і грубих рифлених колючок. Зверху хутро коричневе, а знизу сірувато-біле зі слабким оранжевим відтінком. Колючки на спині тварини повністю чорні, тоді як колючки знизу зазвичай білі з червонувато-коричневим кінчиком. Шипи покривають тіло, за винятком областей навколо рота, вух, лап і хвоста. Хвіст двоколірний по всій довжині. Довжина голови й тулуба — від 112 до 166 мм, довжина хвоста —  від 92 до 132 мм, довжина вух — від 17,2 до 24 мм.
Виду загрожує вирубка лісів, хижацтво здичавілих котів і завезених мангустів, а також конкуренція з завезеними чорними пацюками.